# Lecho fluidizado

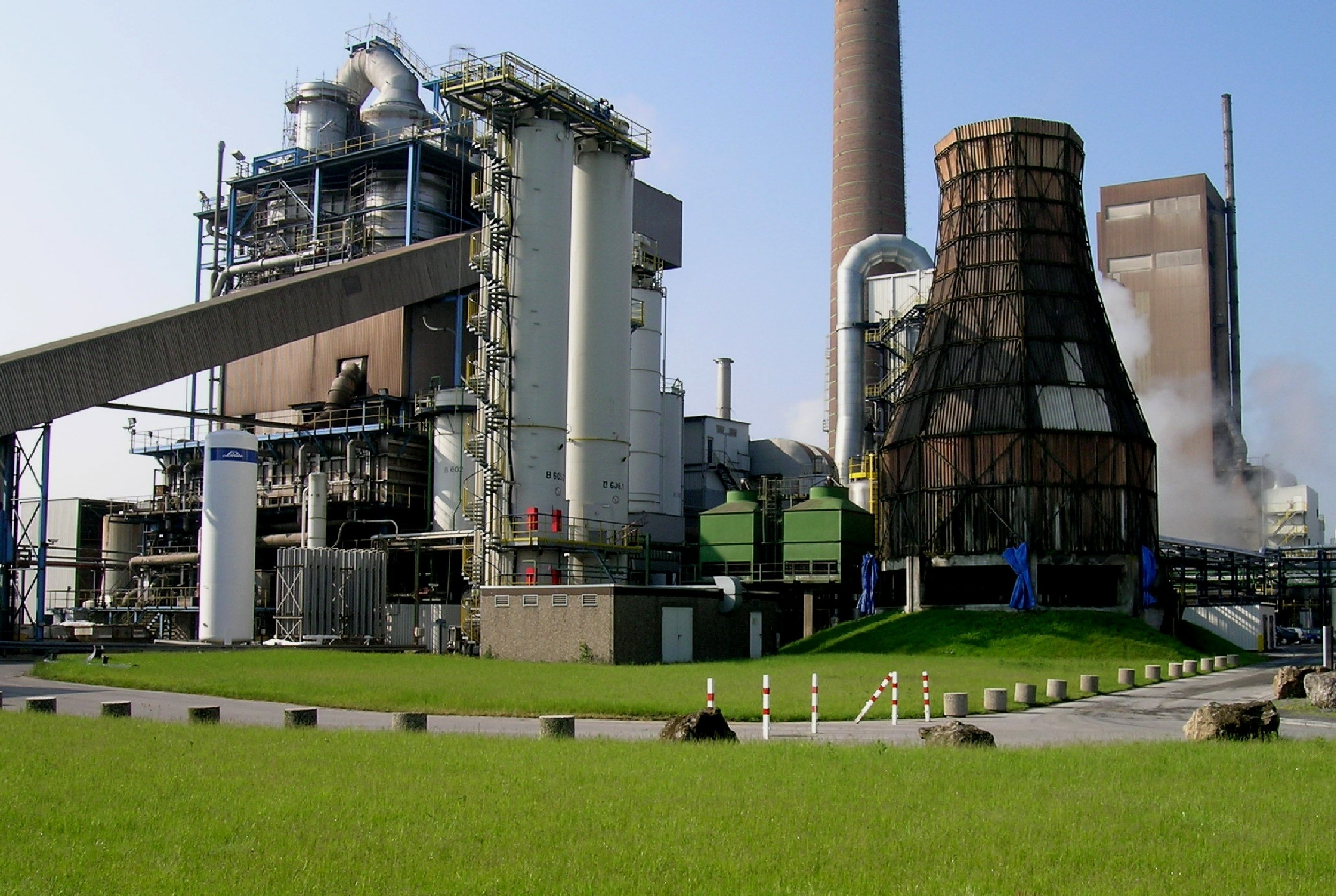
La central eléctrica más antigua que utiliza tecnología de lecho fluidizado circular, en Lünen, Alemania

Un lecho fluidizado o lecho fluido es un fenómeno físico que ocurre cuando una cantidad de una sustancia sólida particulada (generalmente presente en un recipiente de contención) se coloca en condiciones apropiadas para hacer que una mezcla sólido / fluido se comporte como un fluido. Esto generalmente se logra mediante la introducción de un fluido presurizado a través del medio de partículas. Esto da como resultado que el medio tenga muchas propiedades y características de los fluidos normales, como la capacidad de fluir libremente por gravedad, o de ser bombeado utilizando tecnologías de tipo fluido. 
El fenómeno resultante se llama fluidización. Los lechos fluidizados se utilizan para varios propósitos, como reactores de lecho fluidizado (tipos de reactores químicos ), separación de sólidos, craqueo catalítico de fluidos, combustión en lecho fluidizado, transferencia de calor o masa o modificación de interfaz, como la aplicación de un revestimiento sobre elementos sólidos. Esta técnica también se está volviendo más común en la acuicultura para la producción de mariscos en sistemas multitróficos integrados de acuicultura.

## Propiedades
Un lecho fluidizado consiste en una mezcla fluido-sólido que exhibe propiedades similares a los fluidos. Como tal, la superficie superior del lecho es relativamente horizontal, lo que es análogo al comportamiento hidrostático. Se puede considerar que el lecho es una mezcla heterogénea de fluido y sólido que puede representarse por una sola densidad aparente. 
Además, un objeto con una densidad más alta que el lecho se hundirá, mientras que un objeto con una densidad más baja que el lecho flotará, por lo tanto, se puede considerar que el lecho exhibe el comportamiento fluido esperado del principio de Arquímedes. Como la "densidad" (en realidad, la fracción de volumen sólido de la suspensión) del lecho se puede alterar cambiando la fracción de fluido, se pueden causar objetos con diferentes densidades comparativas al lecho, al alterar el fluido o la fracción sólida. hundirse o flotar. 
En los lechos fluidizados, el contacto de las partículas sólidas con el medio de fluidización (un gas o un líquido) aumenta mucho en comparación con los lechos empacados. Este comportamiento en los lechos de combustión fluidizados permite un buen transporte térmico dentro del sistema y una buena transferencia de calor entre el lecho y su contenedor.  e manera similar a la buena transferencia de calor, que permite una uniformidad térmica análoga a la de un gas bien mezclado, el lecho puede tener una capacidad calorífica significativa mientras se mantiene un campo de temperatura homogéneo. 

## Aplicación
Los lechos fluidizados se utilizan como un proceso técnico que tiene la capacidad de promover altos niveles de contacto entre gases y sólidos.  En un lecho fluidizado se puede utilizar un conjunto característico de propiedades básicas, indispensables para los procesos modernos y la ingeniería química, estas propiedades incluyen: 
- Área de superficie extremadamente alta entre el fluido y el sólido por unidad de volumen de lecho.
- Altas velocidades relativas entre el fluido y la fase sólida dispersada.
- Altos niveles de entremezclado de la fase particulada.
- Colisiones frecuentes partícula-partícula y partícula-pared.

Tomando un ejemplo de la industria de procesamiento de alimentos: los lechos fluidizados se utilizan para acelerar la congelación en algunos congeladores de túnel de congelación rápida individual (IQF). Estos túneles de lecho fluidizado se usan típicamente en productos alimenticios pequeños como guisantes, camarones o verduras en rodajas, y pueden usar refrigeración criogénica o de compresión por vapor. El fluido utilizado en lechos fluidizados también puede contener un fluido de tipo catalítico; por eso también se utiliza para catalizar la reacción química y también para mejorar la velocidad de reacción. 
Los lechos fluidizados también se utilizan para el secado eficiente de materiales a granel. La tecnología de lecho fluidizado en secadores aumenta la eficiencia al permitir que toda la superficie del material de secado se suspenda y, por lo tanto, se exponga al aire. Este proceso también se puede combinar con calentamiento o enfriamiento, si es necesario, de acuerdo con las especificaciones de la aplicación. 

## Historia
En 1922, Fritz Winkler realizó la primera aplicación industrial de fluidificación en un reactor para un proceso de gasificación de carbón.  En 1942, se construyó el primer lecho fluido circulante para el craqueo catalítico de aceites minerales, con tecnología de fluidización aplicada al procesamiento metalúrgico (arsenopirita tostadora) a finales de los años cuarenta. Durante este tiempo, la investigación teórica y experimental mejoró el diseño del lecho fluidizado. En la década de 1960, la VAW-Lippewerk en Lünen, Alemania, implementó el primer lecho industrial para la combustión del carbón y luego para la calcinación del hidróxido de aluminio. 

## Tipos de lecho fluidizado
Los tipos de lechos se pueden clasificar de manera aproximada por su comportamiento de flujo, que incluye:
- El lecho fluidizado estacionario o burbujeante es el enfoque clásico donde se usa el gas a bajas velocidades y la fluidización de los sólidos es relativamente estacionaria, con algunas partículas finas arrastradas.
- Lechos fluidizados circulantes (CFB), donde los gases están a una velocidad más alta suficiente para suspender el lecho de partículas, debido a una mayor energía cinética del fluido.  Como tal, la superficie del lecho es menos lisa y se pueden arrastrar partículas más grandes desde el lecho que para lechos estacionarios.  Las partículas atrapadas se recirculan a través de un bucle externo de regreso al lecho del reactor.  Dependiendo del proceso, las partículas pueden clasificarse por un separador ciclónico y separarse o devolverse al lecho, según el tamaño de corte de la partícula.
- Los lechos fluidizados vibratorios son similares a los lechos estacionarios, pero agregan una vibración mecánica para excitar aún más las partículas para aumentar el arrastre.
- Transporte o reactor flash (FR). A velocidades superiores a CFB, las partículas se aproximan a la velocidad del gas. La velocidad de deslizamiento entre el gas y el sólido se reduce significativamente a costa de una distribución de calor menos homogénea.
- Lecho fluidizado anular (AFB). Una gran boquilla en el centro de un lecho de burbujas introduce gas a alta velocidad, logrando una zona de mezcla rápida por encima del lecho circundante comparable a la que se encuentra en el bucle externo de un CFB.
- Reactor de fluidificación mecánica (MFR).  Se utiliza un agitador mecánico para movilizar partículas y lograr propiedades similares a las de un lecho fluidizado bien mezclado. No requiere gas de fluidización.[7]
- Lechos fluidizados estrechos (NFB).  Para este caso, la relación entre el tubo y los diámetros de grano es igual o menor que alrededor de 10.  La dinámica del lecho es entonces diferente de los otros tipos de lechos fluidizados debido a los fuertes efectos de confinamiento, y la presencia de tapones granulares, que consisten en regiones con altas concentraciones en sólidos que alternan con bajas concentraciones de sólidos, es común.[8]

## Diseño del lecho

Un diagrama de un lecho fluidizado.

### Modelo básico
Cuando el lecho empacado tiene un fluido pasado sobre él, la caída de presión del fluido es aproximadamente proporcional a la velocidad superficial del fluido.  Para pasar de un lecho empacado a una condición fluidizada, la velocidad del gas aumenta continuamente.  Para un lecho independiente, existirá un punto, conocido como punto de fluidización mínimo o incipiente, por el cual la masa del lecho se suspende directamente por el flujo de la corriente de fluido.  La velocidad del fluido correspondiente, conocida como la "velocidad mínima de fluidización",  {\displaystyle u_{mf}}.
Más allá de la velocidad mínima de fluidización ({\displaystyle u\geq u_{mf}}), el material del lecho se suspenderá por la corriente de gas y los aumentos adicionales en la velocidad tendrán un efecto reducido sobre la presión, debido a la suficiente percolación del flujo de gas. Así, la caída de presión para  {\displaystyle u>u_{mf}} es relativamente constante. 

En la base del recipiente, la caída de presión aparente multiplicada por el área de sección transversal del lecho se puede equiparar a la fuerza del peso de las partículas sólidas (menos la flotabilidad del sólido en el fluido). 
{\displaystyle \Delta p_{w}=H_{w}(1-\epsilon _{w})(\rho _{s}-\rho _{f})g=[M_{s}g/A][(\rho _{s}-\rho _{f})/\rho _{s}]}
 donde: 
- {\displaystyle \Delta p_{w}} es la caída de presión en el lecho

- {\displaystyle H_{w}} es la altura del lecho
- {\displaystyle \epsilon _{w}} es el vacío del lecho, es decir, la fracción del volumen del lecho que está ocupado por los huecos (los espacios de fluido entre las partículas)
- {\displaystyle \rho _{s}} es la densidad aparente de las partículas del lecho.
- {\displaystyle \rho _{f}} es la densidad del fluido fluidizante.
- {\displaystyle M_{s}}es la masa total de sólidos en el lecho.
- {\displaystyle A} es el área transversal del lecho.

### Agrupaciones de Geldart
En 1973, el profesor D. Geldart propuso la agrupación de polvos en cuatro de los llamados "Grupos de Geldart".  Los grupos se definen por sus ubicaciones en un diagrama de la diferencia de densidad sólido-fluido y el tamaño de partícula.  Los métodos de diseño para lechos fluidizados pueden adaptarse según el grupo de Geldart de la partícula:
- Grupo A Para este grupo el tamaño de partícula es entre 20 y 100 µm, y la densidad de las partículas suele ser inferior a 1,4 g/cm³.  Antes del inicio de una fase de lecho burbujeante, los lechos de estas partículas se expandirán por un factor de 2 a 3 en la fluidización incipiente, debido a una densidad aparente disminuida. La mayoría de las camas catalizadas por polvo utilizan este grupo.
- Grupo B El tamaño de partícula está entre 40 y 500 µm y la densidad de partícula entre 1.4-4g/cm³. El burbujeo típicamente se forma directamente en la fluidización incipiente.
- Grupo C Este grupo contiene partículas extremadamente finas y, en consecuencia, más cohesivas. Con un tamaño de 20 a 30 µm, estas partículas se fluidifican en condiciones muy difíciles de alcanzar y pueden requerir la aplicación de una fuerza externa, como la agitación mecánica.
- Grupo D Las partículas en esta región están por encima de 600 µm y típicamente tienen altas densidades de partículas. La fluidización de este grupo requiere energías de fluido muy altas y se asocia típicamente con altos niveles de abrasión. Los granos de secado y los guisantes, los granos de café tostados, los carbones gasificantes y algunos minerales metálicos calcinados son tales sólidos y, por lo general, se procesan en lechos poco profundos o en modo de expulsión.

### Distribuidor
Típicamente, el gas o líquido presurizado ingresa al recipiente del lecho fluidizado a través de numerosos orificios a través de una placa conocida como placa de distribución, ubicada en el fondo del lecho fluidizado.  El líquido fluye hacia arriba a través del lecho, lo que hace que las partículas sólidas se suspendan.  Si se deshabilita el fluido de entrada, el lecho puede asentarse, empacarse en la placa o gotear a través de la placa.  Muchas camas industriales utilizan un distribuidor de rociadores en lugar de una placa de distribución.  El fluido se distribuye luego a través de una serie de tubos perforados. 